# Batalla de Uclés (1809)
La batalla de Uclés, acaecida el 13 de enero de 1809, se enmarca en la Guerra de la Independencia, dentro del marco más general de las Guerras Napoleónicas. Este choque, en el que se vieron enfrentados los ejércitos francés y español, tuvo lugar en el municipio conquense de Uclés.

## Antecedentes
Finaliza el año de 1808 y el levantamiento popular que siguió al levantamiento de los vecinos de Madrid el 2 de mayo de 1808 era generalizado en toda España contra la ocupación francesa. Esto, unido a la sonora derrota del ejército del general francés Dupont ante las tropas españolas del general Castaños en Bailén el mes de julio, había provocado la huida de la capital del rey José Bonaparte. 
Precisamente las complicaciones que se estaba encontrando el ejército francés en España habían obligado a Napoleón Bonaparte a encargarse personalmente de sus tropas en la península en otoño, incorporando refuerzos de Centroeuropa, de manera que entre noviembre y diciembre había restaurado a su hermano en Madrid y se disponía a dar caza al cuerpo expedicionario británico del general John Moore cuando, estando en Astorga, le llegaron noticias del rearme de Austria. Dejando las tropas al mando del mariscal Soult, se dirigió a la frontera para abandonar España el 19 de enero de 1809.

## Preliminares
Así pues, con el ejército británico intentando ganar la costa gallega para su reembarque y su abandono momentáneo de la península, y con un disperso ejército regular español, la situación para las armas españolas no era de lo más prometedora. No obstante, existía una parte del Ejército del Centro todavía intacta al mando del duque del Infantado[cita requerida] que se movía por Cuenca con 20 000 hombres dispuestos para el combate.
Aprovechando que buena parte de las tropas francesas se encontraban al otro lado del Sistema Central dando caza al ejército británico, el duque del Infantado recibió orden del gobierno de tomar Madrid donde el rey José Bonaparte se encontraba con solo 9000 hombres, para luego apoyar a levantar el sitio de Zaragoza (ambas empresas irrealizables por el penoso estado del Ejército del Centro).
Un primer ataque contra las tropas francesas desplegadas a lo largo del Tajo iba a estar a cargo de la vanguardia del general Venegas, el cual debía de estar coordinado con un ataque sobre Aranjuez encargado a la brigada de Antonio Senra. Este primer choque se produjo en medio de una tormenta de nieve en la localidad de Tarancón el 25 de diciembre, haciendo que los franceses retrocediesen a Ocaña. Esto provocó que el mariscal Victor, establecido en Aranjuez al mando del Ejército de Extremadura encarase al duque del Infantado y abortase cualquier intento español de tomar Madrid.

## La batalla

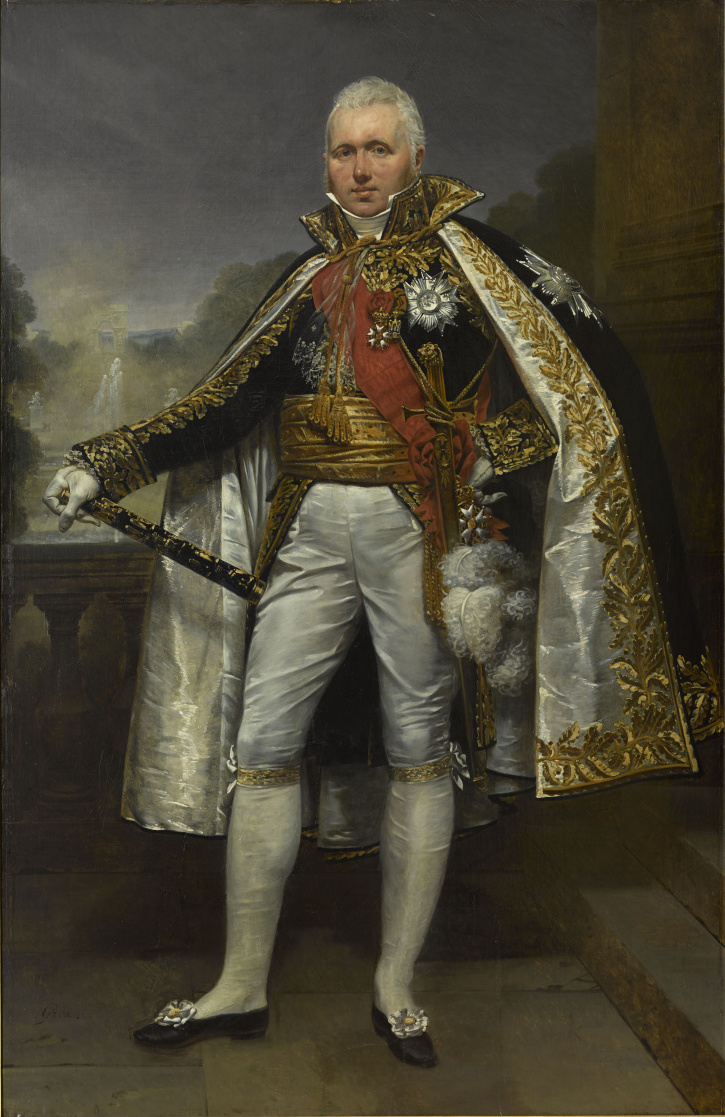
Claude Perrin Victor (1764-1841), duque de Belluno, mariscal de Francia

El movimiento de Victor obligó a Venegas a abandonar Tarancón y replegarse sobre Uclés, donde se reunió el 12 de enero con las tropas del brigadier Senra, juntándose unos 11 500 hombres —11 000 infantes y 1800 a caballo—. Entendiendo que el lugar elegido era propicio para dar batalla a los franceses, dispuso a sus hombres a lo largo de la sierra que recorre la localidad de norte a sur en una línea que se comprobaría después excesivamente larga.
Al amanecer del día 13 dio comienzo la batalla, produciéndose un primer enfrentamiento en el vecino pueblo de Tribaldos, a 3 km al oeste, que a duras penas la brigada de Veremundo Ramírez de Arellano pudo sostener, intentando los franceses por medio de la división de Eugène-Casimir Villatte (cuyo mando estaba a cargo del mismo duque de Belluno) acometer el ala izquierda española situada al sur. Ésta, dispuesta a lo largo del Cerro del Molino, se vio arrollada por la cabalgada ladera arriba de la división Villatte, sin servir de mucho el auxilio de Senra.
Mientras tanto, los cuerpos del centro y la vanguardia, situados frente al camino de Huelves, también fueron arrollados, teniendo que huir el mismo Venegas ante el riesgo de caer prisionero en dirección a Rozalén del Monte, situado a 5 km al este.
Nada mejor le fue al ala derecha del ejército español, situada al norte a lo largo de la sierra del Pavo y cuyo mando recaía en el brigadier Pedro Agustín Girón, que cedió igualmente ante el empuje francés. Su situación se complicó con la llegada de la división de François Amable Ruffin, que partiendo de Tarancón con dirección a Paredes de Melo rodeó el ala septentrional española y comprometió la retirada de las tropas de Girón y Venegas hacia Rozalén, la cual estaba siendo cubierta por el único cuerpo de reserva que había dispuesto el general español, el batallón de Tiradores de España, formado por 240 hombres a cuyo mando estaba Francisco Copons y Navia.

## Conclusión
Los restos del ejército de Venegas, apenas 3000 hombres, se retiraron a Carrascosa del Campo donde se encontraron con el ejército del duque del Infantado, que acudía al frente de batalla ya demasiado tarde. Sin poder remediar la estrepitosa derrota, los restos del Ejército del Centro emprendieron la huida hacia Cuenca, huida que se prolongó al sur hasta la provincia de Murcia, dada la persecución sin tregua a la que le sometió el mariscal Víctor y que provocó la pérdida de la artillería española en un combate de retaguardia en la localidad de Tórtola. Una vez atravesada Sierra Morena, el duque del Infantado pudo sentirse seguro en tierras de Andalucía.
Las tropas francesas que tomaron Uclés se empeñaron en un salvaje saqueo, cometiendo todo tipo de tropelías sobre la población local. Las casas y el monasterio fueron saqueados. Los monjes, cargados con angarillas y albardas, sufrieron mofa, los hombres degollados en la carnicería y unas 300 mujeres, primero violadas y, luego, sus clamores fueron acallados quemándolas vivas en la iglesia del pueblo. Todo ello empañó el triunfo logrado por las tropas de Víctor.
El resultado de la batalla fue desastroso para las armas españolas, dejando 1000 muertos y 6000 prisioneros, amén de un Ejército del Centro disperso y en desbandada, asegurando los franceses su posición en Castilla y asegurando al rey José en Madrid.